# Neodrasterius
Neodrasterius là một chi bọ cánh cứng trong họ 
Elateridae.
Chi này được miêu tả khoa học năm 1996 bởi Kishii.

## Các loài
Các loài trong chi này gồm:
- Neodrasterius hisamatsui (Ôhira & Satô, 1964)
- Neodrasterius kiyoyamai Kishii, 1996